# Grundy megye (Tennessee)
Grundy megye az Amerikai Egyesült Államokban, azon belül Tennessee államban található. Megyeszékhelye Altamont, legnagyobb városa Gruetli-Laager. Lakosainak száma 13 529 fő (2020. április 1.). Grundy megye Sequatchie, Warren, Franklin, Coffee és Marion megyékkel határos.

## Népesség
A megye népességének változása:
| Lakosok száma | 13 722 | 13 646 | 13 640 | 13 498 | 13 441 | 13 529 |
|               | 2010   | 2011   | 2012   | 2013   | 2015   | 2020   |